# Querían perreo
Querían Perreo es el segundo mixtape del dúo musical J-King & Maximan. Cuenta con 17 canciones y colaboraciones inéditas, fue estrenado en el año 2011, luego de finalizar tours de promoción por su álbum Los superheroes, siendo una antesala a su próximo álbum de estudio, Los Sucesores.

## Lista de canciones
| N.º      | Título                                                                    | Productor(es)                       | Duración |  |
| 1.       | «Bang Bang»                                                               | Young Hollywood                     | 3:33     |  |
| 2.       | «Dura dura» (con J Álvarez)                                               | Dexter & Mr. Greenz                 | 3:52     |  |
| 3.       | «Pa' Que te Quites la Ropa»                                               | Yai & Toly                          | 4:04     |  |
| 4.       | «Siente» (con Ñengo Flow)                                                 | DJ Luian, Naldo, Gaby Music, Dexter | 4:21     |  |
| 5.       | «Ella me pide Something (Remix)» (con Plan B)                             | Haze, Dexter                        | 4:57     |  |
| 6.       | «Perreo reggaeton» (con Guelo Star)                                       | Young Hollywood, Yai & Toly         | 3:54     |  |
| 7.       | «Mamadeo» (con Arcángel)                                                  | Young Hollywood                     | 3:51     |  |
| 8.       | «Jugar con mi torta» (con Tony Lenta)                                     | Yai & Toly                          | 4:12     |  |
| 9.       | «¿Por qué me dices?» (con Aldo “El Arquitecto”)                           | DJ Memo                             | 3:28     |  |
| 10.      | «La longa (Remix)» (con De la Ghetto, Jamsha, Guelo Star, Ñejo & Dálmata) | Jamsha, Eggin                       | 6:59     |  |
| 11.      | «Es más fácil pedir perdón» (con Maicol & Manuel)                         | Yai & Toly                          | 4:26     |  |
| 12.      | «Qué cojones» (con Leal)                                                  | Young Hollywood                     | 4:28     |  |
| 13.      | «Piso 602 (Remix)» (con J Álvarez, Ñengo Flow y Chyno Nyno)               | Yai & Toly                          | 4:35     |  |
| 14.      | «Farandulera 2» (con Genio & Baby Johnny)                                 | Yai & Toly, Teletubii               | 4:25     |  |
| 15.      | «Noche de San Juan» (J-King con Chyno Nyno)                               | Omi Corchea                         | 3:17     |  |
| 16.      | «Pa' que te quites la ropa (Remix)» (con Cosculluela y Yomo)              | Yai & Toly                          | 5:03     |  |
| 01:09:03 |                                                                           |                                     |          |  |

Notas
- «Bang Bang» contiene un sample de «Bang Bang (My Baby Shot Me Down)», interpretada por Nancy Sinatra.